# Кейли, Джордж (ботаник)
Джордж Кейли (1770—1829) — английский ботаник и исследователь, большую часть карьеры работавший в Австралии. В 2019 году в Новом Южном Уэльсе было создано общество имени Джорджа Кейли.

## Биография

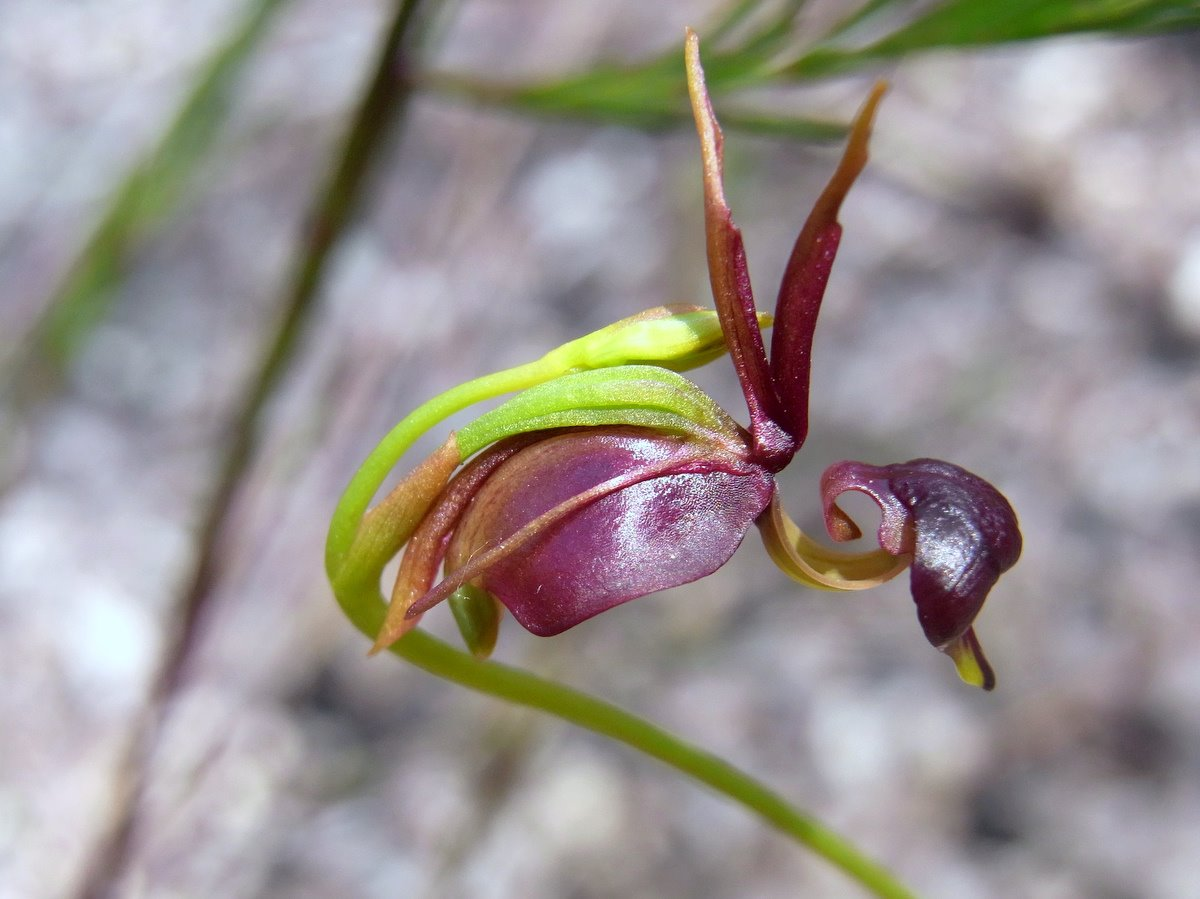
Caleana, названная в честь Джорджа Кейли

Заинтересовавшись ботаникой, изучал её самостоятельно, а затем в Манчестерской школе ботаников, куда его направил известный ботаник доктор Уиллиам Уизеринг (Dr William Withering; 1744—1799). Сэр Джозеф Бэнкс, с которым Кейли списался, обеспечил Джорджа первой работой по профессии, он стал садовником в нескольких садах.
В 1798 Бэнкс направил Кейли в Новый Южный Уэльс в качестве коллектора. 15 апреля 1800 Джордж прибыл в Сидней. Он получил от правительства жалованье в 15 шиллингов в неделю, продовольственный паек и коттедж. Губернатор Кинг выражал желание создать около него ботанический сад. Помощником и переводчиком Кейли стал один из аборигенов, Дэниел Мууваттин, во время экспедиций в окрестностях Сиднея исполнявший также функции проводника в буше, сборщика растений и животных, птицелова, слуги и компаньона.
Кейли направил Бэнксу множество образцов растений, а также в письмах информировал его о делах колонии и научных вопросах. Он стал первым, кто предпринял серьёзное изучение растений рода Эвкалипт (Eucalyptus). В 1801 учёный предпринял экспедицию в Вестерн-Порт, а в 1804 в компании осужденных попытался пересечь Голубые горы. Он смог достичь горы, которую назвал именем Бэнкса. В 1805 Кейли посетил остров Норфолк и Хобарт. В августе 1808 Бэнкс предложил Джорджу 50 фунтов в год и освобождение от всех функций, кроме тех, что он сам решит исполнять, но Кейли тосковал по Англии и решил вернуться домой.
В 1810 учёный вернулся в Англию, а в 1816 получил назначение в Вест-Индию. До декабря 1822 года он работал там куратором ботанических садов. В мае 1823 Кейли вернулся в Англию, а 23 мая 1829 скончался. В 1816 году он женился, но жена умерла раньше Джорджа, не родив ему детей.
В честь Кейли названы ряд мест, а также род Caleana и виды растений Grevillea caleyi, Viola caleyana, Banksia caleyi, Eucalyptus caleyi.